# Rhodotorula glutinis
Rhodotorula glutinis är en pigmenterad jästsvamp som först beskrevs av Johann Baptist Georg Wolfgang Fresenius, och fick sitt nu gällande namn av F.C. Harrison 1928. Rhodotorula glutinis ingår i släktet Rhodotorula, ordningen Sporidiobolales, klassen Microbotryomycetes, divisionen basidiesvampar och riket svampar.

## Upptäckt och ekologi
Rhodotorula Glutinis ingår i släktet basidiesvampar och är en sorts aerobisk rosa jästsvamp som innefattar 370 olika arter. Svampen dokumenterades först av Georg Fresenius 1850 när den blev isolerad från sur mjölk och fick då namnet Cryptococcus glutinis, vilket sedan ändrades till den nuvarande benämningen år 1928. 
Jäster av släktet Rhodotorula är vanligt förekommande i naturen och kan ofta isoleras från luft, jord, gräs, sjöar, hav, mat och mänsklig hud, samt platser med ogynsamma förhållanden. På grund av dess snabba tillväxt vid kylskåpstemperaturer, påträffas det ibland som ett förstörande medel i mejeriprodukter samt färskt och bearbetat kött, grönsaker och skaldjur.
Även om släktet Rhodotorula tidigare ansetts som icke-patogen, har det dykt fall där de agerar som opportunistiska patogener och har förmågan att kolonisera och infektera känsliga patienter. R. Glutinis är den vanligaste sjukdomsframkallade inom familjen efter Rhodotorula mucilaginosa och är mycket resistent mot de flesta antimykotika, dock har framgångsrik behandling uppnåtts med amfotericin B.
R. Glutinis har även använts industriellt i produktionen av karotenoidpigment, en typ av växtpigment, och som ett biologiskt bekämpningsmedel för sjukdomar hos frukter efter skörd. 

## Morfologi
Basidievsampar kännetecknas av att sporbildningen sker utanpå organ vid namn basidier, som är lokaliserade på undersidan av svampen. Dem har ett stort antal kemiska föreningar vilka kan användas som kolkällor. Dessa källor inkluderar glukos, galaktos, sackaros, maltos, trehalos, etanol, glycerol och hexadekan. Då R. Glutinis har så pass många kemiska föreningar vilka kan användas som kolkällor kan Basidiesvampen överleva i ett brett antal miljöer och har en bred geografisk spridning. 
Som helhet brukar jästsvamparna som ingår i arten R. Glutinis klassas som mesofila vilket innebär att de växer bäst i temperaturer mellan 293 – 315 grader Kelvin (20 - 42 grader Celcius). Tillväxt förekommer över ett pH på 2.2 och hämmas vid pH-värden över 4. Vid mognad når cellerna en diameter på 3-5 µm och är runda, ovala eller långsträckta till formen och aggregeras som slemhinnekolonier. Kolhydrater i cellen inkluderar glukos, fukos, galaktos och mannos. Organismen förekommer i genomsnittliga salthalter för världshaven, det vill säga cirka 35 g/kg, och kan även överleva ett atmosfärtryck på 101,325 kPa.